# Barbus magdalenae
The Bunjako Barb (Barbus magdalenae) là một loài cá vây tia trong họ Cyprinidae.
Nó chỉ được tìm thấy ở Kenya.
Các môi trường sống tự nhiên của chúng là sông, đầm nước, và hồ nước ngọt. It is not considered a threatened species by the IUCN.